# 長葉擬白髮蘚
長葉擬白髮蘚（学名：Paraleucobryum longifolium）为曲尾蘚科擬白髮蘚屬下的一个种。